# Équipe de France féminine de basket-ball en 1950
L'équipe de France de basket-ball en 1950

## Les matches
| Date | Lieu | Adversaire       | Score     | Compétition | Meilleures marqueuse (France) |
| ---- | ---- | ---------------- | --------- | ----------- | ----------------------------- |
|      |      | Italie           | V 21 - 18 | A           |                               |
|      |      | Yougoslavie      | D 36 -30  | A           |                               |
|      |      | Roumanie         | V 39 -27  | CE          |                               |
|      |      | Union soviétique | D 72 -20  | CE          |                               |
|      |      | Belgique         | V 50 - 45 | CE          |                               |
|      |      | Hongrie          | D 56 - 49 | CE          |                               |
|      |      | Tchécoslovaquie  | D 50 - 22 | CE          |                               |
|      |      | Pologne          | V 43 - 26 | CE          |                               |
|      |      | Italie           | V 63 - 51 | CE          |                               |

D : défaite, V : victoire, AP : après prolongation
A : match amical, CE : Eurobasket 1950

## L'équipe
- Sélectionneur : Robert Busnel

| Poste      | Joueuse                | Nombre matchs | Nombre points | Club(s) |
| ---------- | ---------------------- | ------------- | ------------- | ------- |
|            | Monique Ballue-Dulac   |               |               |         |
|            | Micheline Bejaud       |               |               |         |
|            | Janine Boisset         |               |               |         |
|            | Alice Bonfils          |               |               |         |
| Intérieure | Anne-Marie Colchen     |               |               |         |
|            | Andrée Henry-Lucq      |               |               |         |
| Arrière    | Édith Tavert-Kloechner |               |               |         |
|            | Jacqueline Langlois    |               |               |         |
|            | Ginette Merle-Thiolon  |               |               |         |
|            | Paulette Neyraud       |               |               |         |
|            | Simone Patru           |               |               |         |
|            | Renée Reni             |               |               |         |
|            | Raymonde Robert        |               |               |         |
|            | Christiane Sajous      |               |               |         |
| Arrière    | Eliane Savelli-Perret  |               |               |         |